# Dźwierzuty
Dźwierzuty [d͡ʑvjɛˈʐutɨ] (deutsch Mensguth) ist ein Dorf im Powiat Szczycieński der Woiwodschaft Ermland-Masuren in Polen. Es ist Sitz der gleichnamigen Landgemeinde mit 6463 Einwohnern (Stand 31. Dezember 2020). Sie umfasst mehrere kleine Dörfer in der näheren Umgebung.

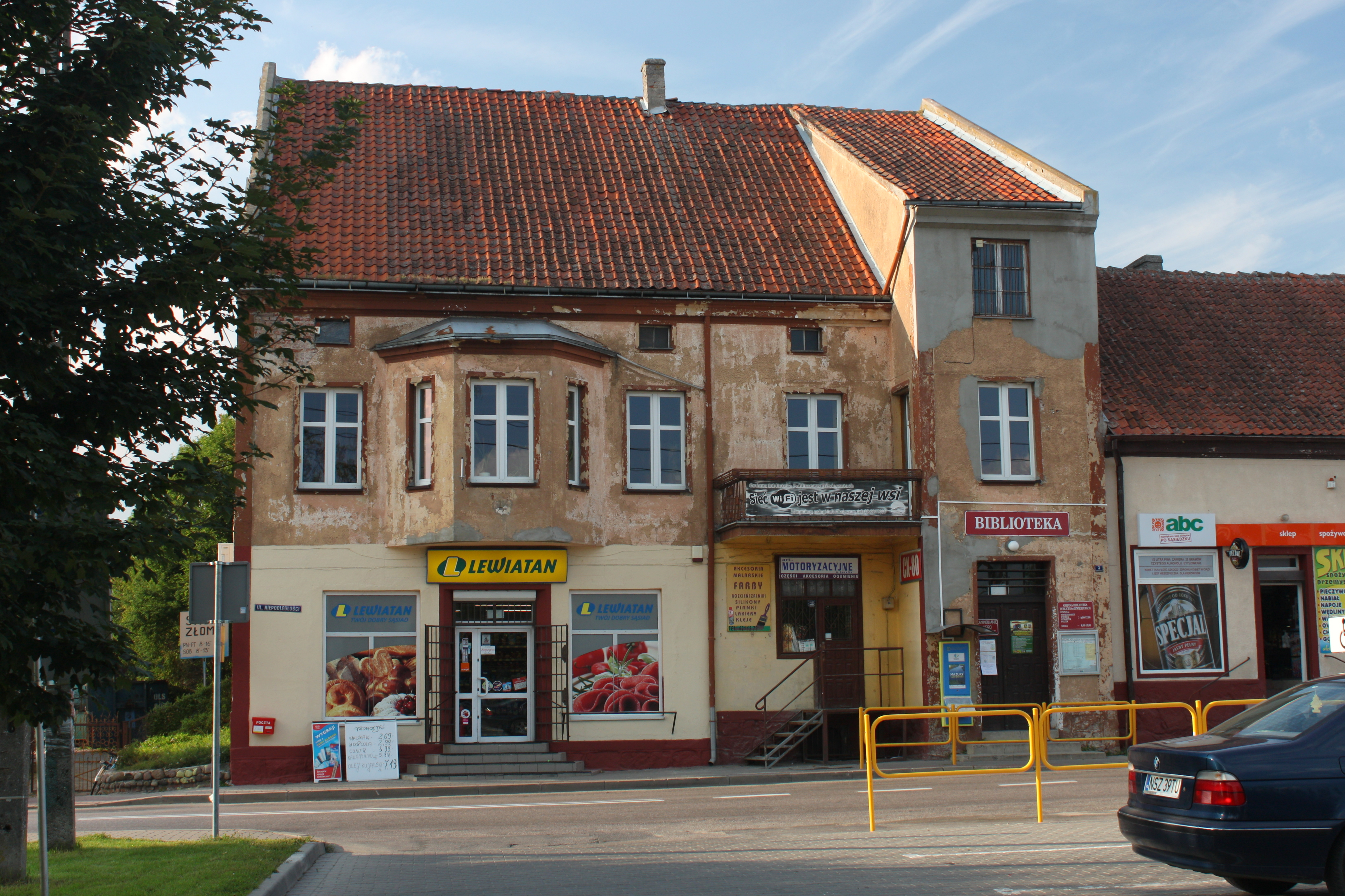
Geschäftshaus in Dźwierzuty

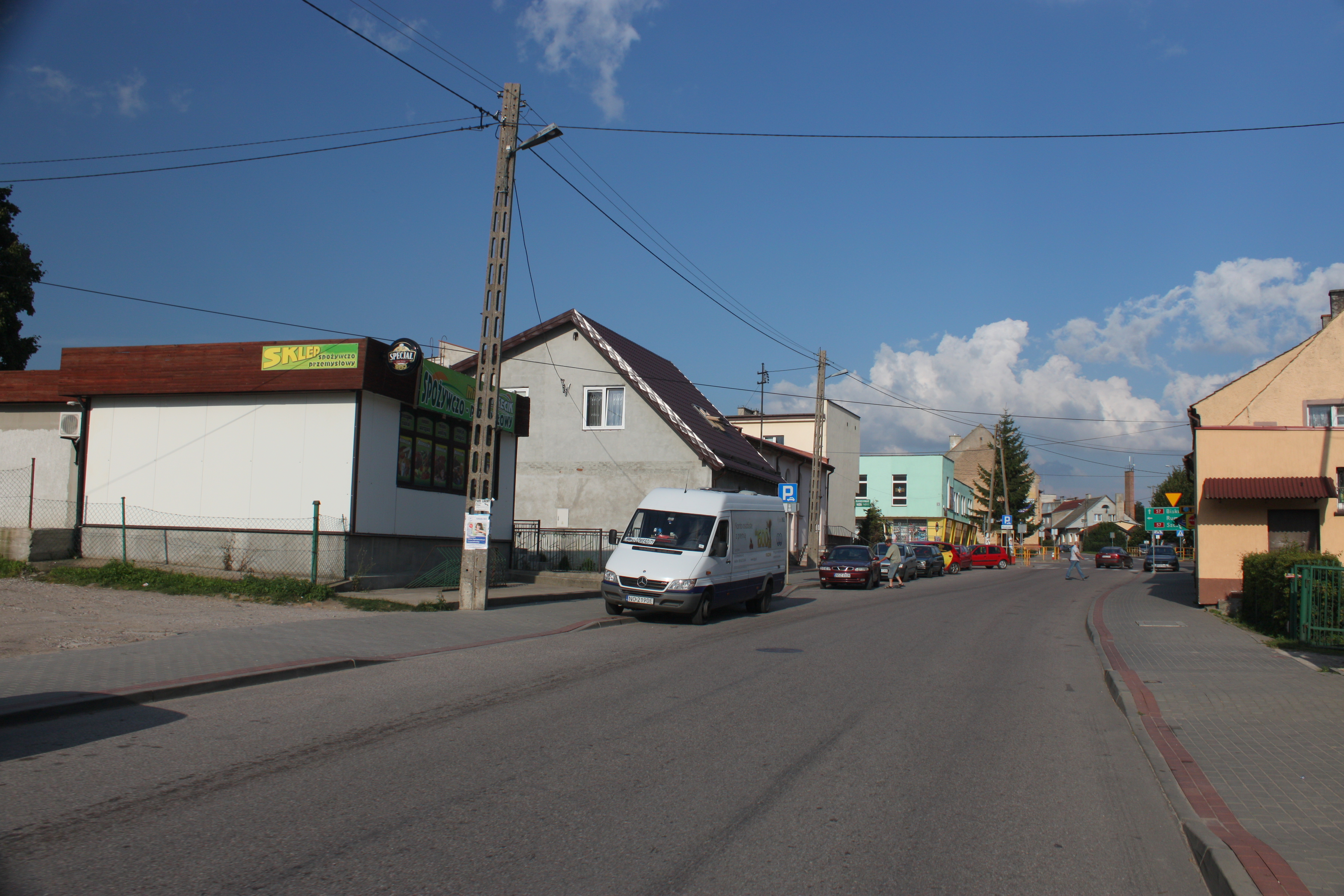
Straße in Dźwierzuty

## Geographische Lage
Dźwierzuty liegt in der südlichen Mitte der Woiwodschaft Ermland-Masuren, 16 Kilometer nördlich der Kreisstadt Szczytno (Ortelsburg).

## Geschichte

### Ortsname
Im Jahre 1438 erfolgte eine Landverschreibung für das Gut Swersutten. Dessen Name wurde noch zu Beginn des 15. Jahrhunderts in Mentzelsgut umgewandelt. Namensgeber war dabei wohl der Gutsbesitzer von Swersutten, Mentzel von Wildenau. Um 1871 findet sich die Namensschreibweise Mensgut.

### Ortsgeschichte
Der Ort wurde bereits im 14. Jahrhundert gegründet, vermutlich im Jahr 1374; allerdings wurde er erst 25 Jahre später, im Jahr 1399 erstmals genannt. In anderen Quellen wird die Gründung auf einen früheren Zeitpunkt datiert, da bereits für 1349 ein Pfarrer bezeugt sein soll. Dieser Umstand würde auf die Existenz einer Kirche sowie einer kleineren Gemeinde hinweisen.
1438 unterzeichnete Heinrich Reuß von Plauen, Komtur von Elbing (polnisch Elbląg), eine Verschreibung für das Gut „Swersutten“. 1483 tauschte der Gutsherr sein Land gegen einen großen Besitz bei Mohrungen (polnisch Morąg). Dabei fiel für den Orden ein Teil des Landes von Mensguth ab. Der gründete darauf ein Zinsdorf und gestattete den Bau einer Mühle; deshalb die Mühle im Wappen der Gemeinde.
Einen Tiefpunkt erreichte die Gemeinde in der Mitte des 17. Jahrhunderts, der vermutlich von den Verwüstungen während des Tatareneinfalls herrührte. Große Flächen kultivierten Landes lagen in der Folge brach, und es dauerte nahezu ein halbes Jahrhundert, bis es wieder landwirtschaftlich genutzt werden konnte, insbesondere in der Zeit von Friedrich dem Großen.
Im 19. Jahrhundert entwickelte sich Mensguth zu einem Standort für Industrie und Handwerk. Neben den beiden Mühlen gab es ein Sägewerk, eine Molkerei, eine Genossenschaft und zeitweilig bis zu 42 Handwerksbetriebe, sowie eine Brennerei.
Am 16. Juli 1875 wurde Mensguth Amtsdorf und damit namensgebend für einen Amtsbezirks im Kreis Ortelsburg im Regierungsbezirk Königsberg (1905 bis 1945: Regierungsbezirk Allenstein) in der preußischen Provinz Ostpreußen. Er bestand bis 1945.
Aufgrund der Bestimmungen des Versailler Vertrags stimmte die Bevölkerung im Abstimmungsgebiet Allenstein, zu dem Mensguth gehörte, am 11. Juli 1920 über die weitere staatliche Zugehörigkeit zu Ostpreußen (und damit zu Deutschland) oder den Anschluss an Polen ab. In Mensguth (Dorf und Vorwerk) stimmten 969 Einwohner für den Verbleib bei Ostpreußen, auf Polen entfielen 14 Stimmen.
Im Jahre 1945 wurde in Kriegsfolge das gesamte südliche Ostpreußen an Polen überstellt. Davon war auch das Dorf Mensguth betroffen. Es erhielt die polnische Namensform „Dźwierzuty“ und ist heute ein Ortsteil mit Sitz eines Schulzenamtes (polnisch Sołectwo) innerhalb der gleichnamigen Landgemeinde im Powiat Szczycieński (Kreis Ortelsburg), bis 1998 der Woiwodschaft Olsztyn, seither der Woiwodschaft Ermland-Masuren zugehörig.

### Einwohnerzahlen
| Jahr | Anzahl |
| ---- | ------ |
| 1910 | 1.126  |
| 1933 | 1.377  |
| 1939 | 1.390  |
| 2011 | 1.686  |

### Amtsbezirk Mensguth (1874–1945)
Der Amtsbezirk Mensguth bestand bei seiner Errichtung 1874 aus fünf Dörfern, am Ende waren es sechs:
| Deutscher Name                  | Polnischer Name | Erläuterungen                                 |
| ------------------------------- | --------------- | --------------------------------------------- |
| Anhaltsberg                     | Łysa Góra       | Gehörte ursprünglich zum Amtsbezirk Korpellen |
| Geislingen                      | Gisiel          |                                               |
| Mensguth Dorf                   | Dźwierzuty      |                                               |
| Mensguth Vorwerk                | Dźwierzutki     |                                               |
| Sczepanken 1938–1945 Stauchwitz | Szczepankowo    |                                               |
| Wappendorf                      | Łupowo          |                                               |

## Kirche

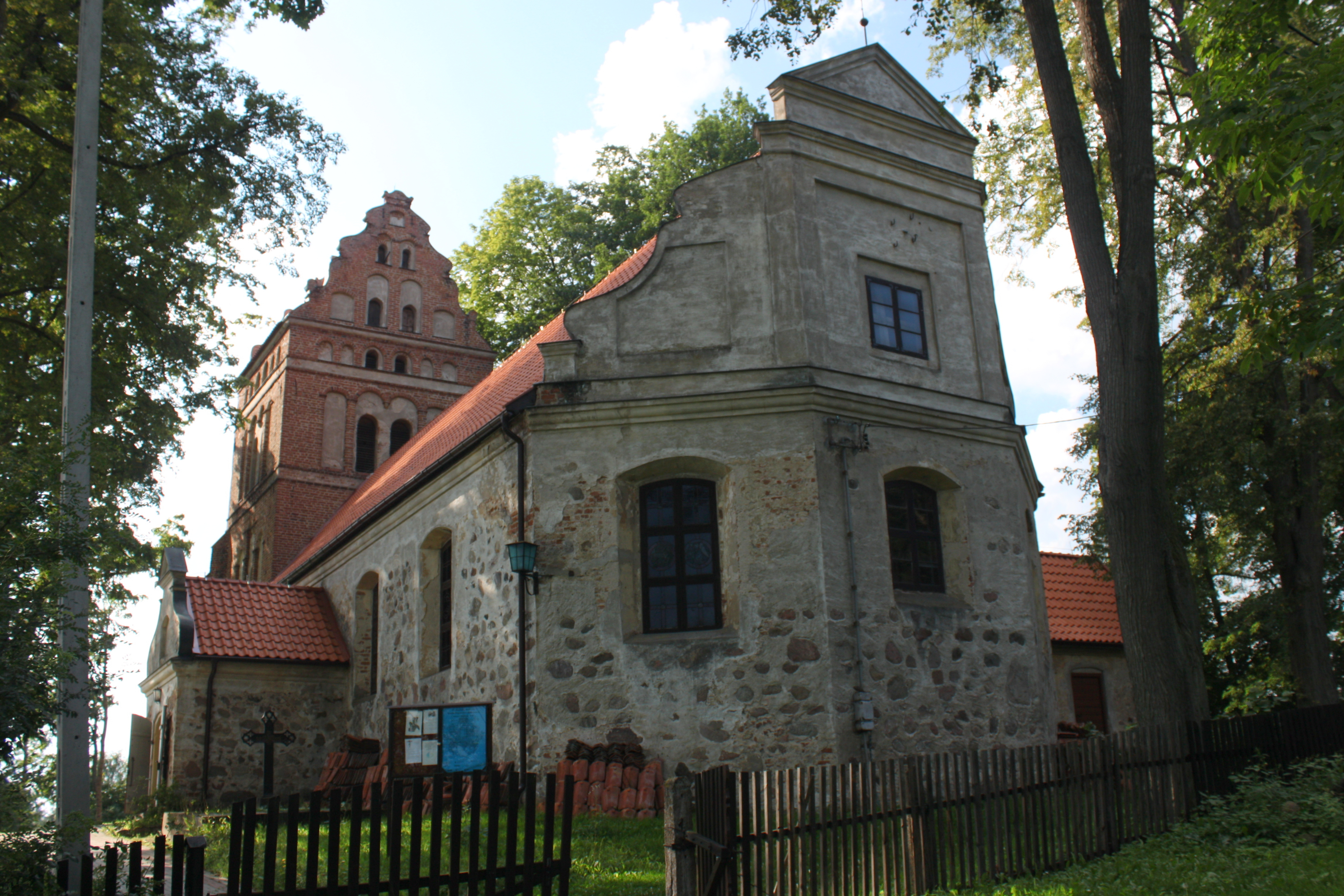
Evangelische Kirche

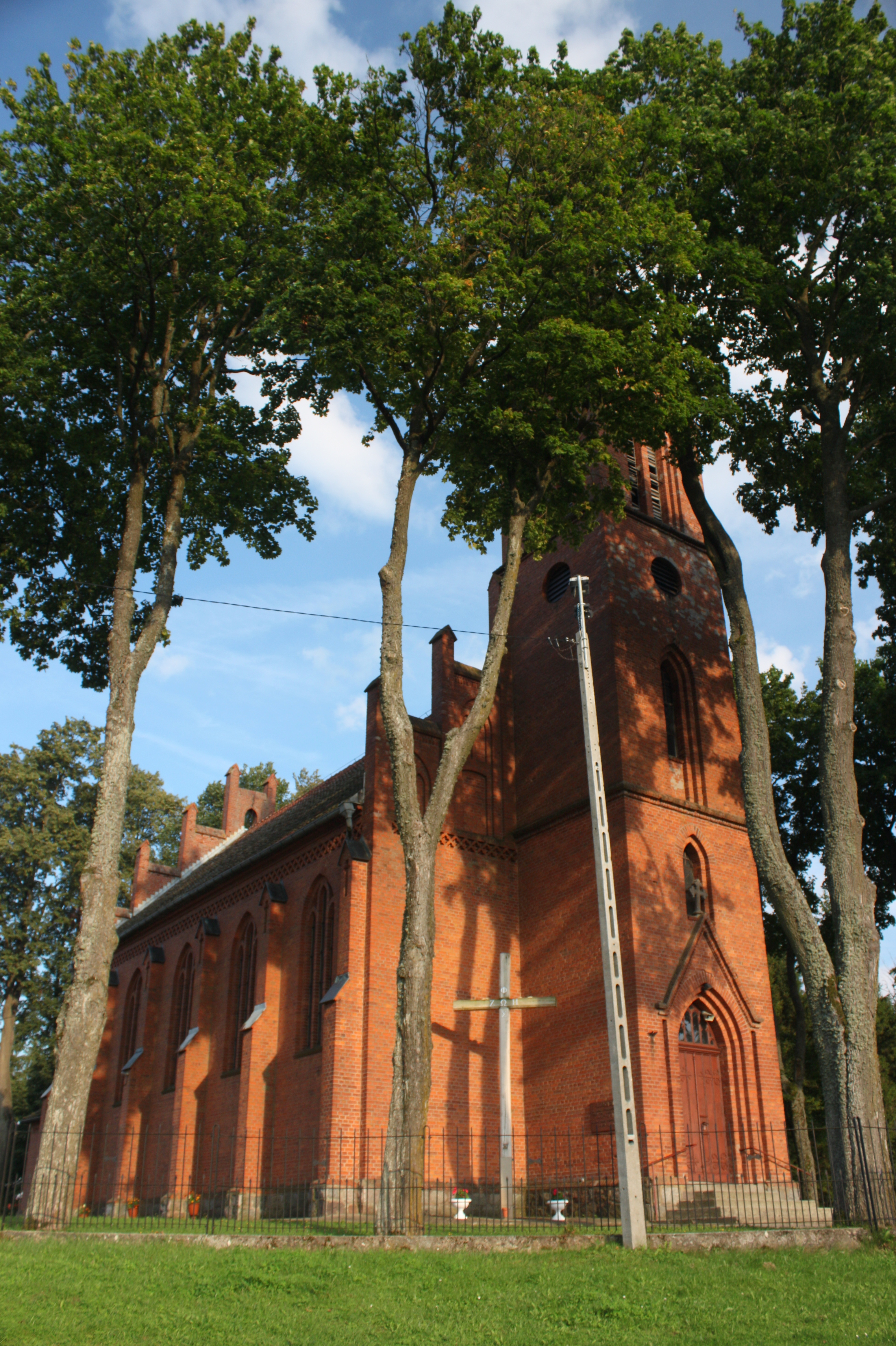
Katholische Kirche

### Evangelisch
Die seit der Reformation evangelische Kirche in Dźwierzuty entstand in der Mitte der 1690er Jahre unter Verwendung von Grundmauern eines 1691 (1693) abgebrannten Gotteshauses. Es handelt sich um ein im spätgotischen Stil errichtetes Bauwerk mit einem Backsteinturm und einem Kirchenschiff mit verputztem Feldstein. Das Gotteshaus war bis 1945 Pfarrkirche des gleichnamigen Kirchspiels in der Kirchenprovinz Ostpreußen der Kirche der Altpreußischen Union und ist heute Filialkirche der Pfarrei Pasym (Passenheim) in der Diözese Masuren der Evangelisch-Augsburgischen Kirche in Polen.

### Katholisch
Die neugotische Kirche der Hl. Dreifaltigkeit wurde in den Jahren 1880 bis 1884 erbaut. Der Turm des Backsteingebäudes ist mit einem spitzen Helm gekrönt. Von 1860 bis 1871 war Mensguth nach Bischofsburg eingepfarrt. Erst seit 1871 gibt es in Mensguth eine eigene katholische Gemeinde, die bis zum Bau der Kirche ein nur kleines Bethaus nutzte.

## Schule
Bereits 1531 wurde in Mensguth eine Schule erwähnt. Sie erhielt 1927/28 einen modernen Neubau mit acht Klassenzimmern, Dusch- und Wannenbädern, Werkräumen für die Berufsschule und eine Wohnung für den Hausmeister. In den gleichen Jahren wurde ein Lehrerhaus für vier Familien gebaut.

## Gemeinde
Zur Landgemeinde (gmina wiejska) Dźwierzuty mit einer Fläche von 263,3 km² gehören das Dorf selbst und 18 weitere Dörfer mit Schulzenämtern (sołectwa).

## Verkehr

### Straßen
Dźwierzuty liegt an der bedeutenden Nord-Süd-Verkehrsachse der Landesstraße 57 (zwischen Bartoszyce und Chorzele Trasse der deutschen Reichsstraße 128), die die gesamte Woiwodschaft Ermland-Masuren durchzieht und im Norden der Woiwodschaft Masowien endet. Mehrere regionale Nebenstraßen verbinden das Dorf mit dem Umland.

### Schiene

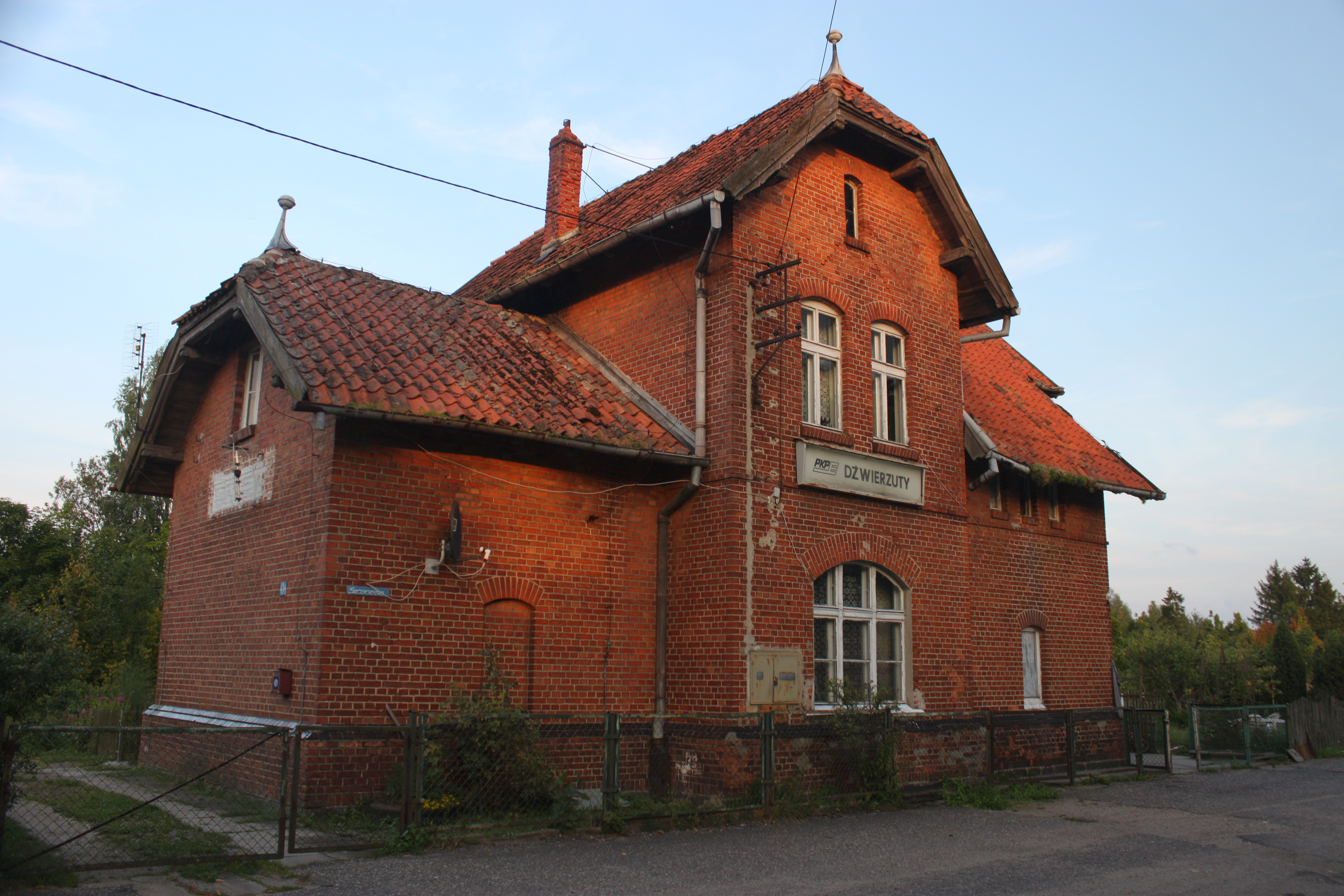
Einstiges Bahnhofsgebäude

Dźwierzuty verfügt über keinen Bahnanschluss mehr. 1909 wurde Mensguth Bahnstation an der Bahnstrecke Rothfließ–Ortelsburg über Bischofsburg. Diese Strecke wurde noch bis 1992 im Personenverkehr und bis 2002 im Güterverkehr befahren, dann aber geschlossen. Im Jahre 2015 begannen die Abrissarbeiten der Bahnanlagen.

### Luft
Der nächst internationale Flughafen ist der Flughafen Danzig.

## Persönlichkeiten
- Emil Kaschub (1919–1977), Chirurg der deutschen Wehrmacht im KZ Auschwitz
- Ulrich Bernsdorff (1929–2003), Schauspieler und Synchronsprecher.